# Trichogramma atopovirilia
Trichogramma atopovirilia är en stekelart som beskrevs av Earl R. Oatman och Platner 1983. Trichogramma atopovirilia ingår i släktet Trichogramma och familjen hårstrimsteklar. Inga underarter finns listade i Catalogue of Life.